# Капшозеро
Капшозеро — озеро в Тихвинском районе Ленинградской области, из которого вытекает река Капша, правый приток Паши (бассейн Ладожского озера). С запада на восток озеро имеет сильно вытянутую форму — его длина составляет около 13 км, а ширина — менее 1 км. Площадь озера составляет 4 км², водосборная площадь 362 км².
С восточной стороны в Капшозеро впадает река Генуя, текущая из системы Алозера, Гарбозера и Леринского. Чуть севернее западной оконечности располагается Алексеевское озеро, соединённое коротким протоком с Капшозером. С западной стороны находится исток Капши.
На берегах озера есть деревни Корбеничи, Озровичи и Нюрговичи.
На карте Новгородского наместничества 1792 года А. М. Вильбрехта, упоминается как озеро Коробинское.
В «Списках населённых мест Новгородской губернии» за 1910 год — как озеро Корбенское